# Prádlo
Prádlo település Csehországban, a Dél-plzeňi járásban. Prádlo Měcholupy, Klášter, Nepomuk, Jarov és Žinkovy településekkel határos. Lakosainak száma 222 fő (2024. január 1.).

## Népesség
A település lakosságának változását az alábbi diagram mutatja:
| Lakosok száma | 591  | 714  | 611  | 403  | 291  | 217  | 262  | 258  | 215  | 222  |
|               | 1869 | 1890 | 1921 | 1950 | 1980 | 2001 | 2017 | 2019 | 2022 | 2024 |